# Wiedereinrichter
Wiedereinrichter sind Landwirte auf dem Gebiet der ehemaligen DDR, die nach der politischen Wende 1989/1990 ihr in die Landwirtschaftliche Produktionsgenossenschaft eingebrachtes Land wieder zurückgefordert und erhalten haben, um als Bauern einen Neuanfang zu beginnen. Wiedereinrichter können ehemalige LPG-Bauern sein, die im Haupterwerb wieder die einst ihnen gehörenden Flächen bewirtschaften oder als Nebenerwerbsbetrieb, hier zum Teil als Rentner auf dem Familienacker von wenigen Hektaren. Wiedereinrichter konnten ebenso ehemalige Leiter von Landwirtschaftlichen Produktionsgenossenschaften sein, wenn sie oder deren Familie im Zuge der Kollektivierung Eigentum in die LPG eingebracht hatten. Von den insgesamt 258 ehemaligen LPG-Leitern, die in Thüringen Betriebe einrichteten, waren beispielsweise 158 Wiedereinrichter. Davon zu unterscheiden sind „Neueinrichter“. Dies waren (meist jüngere) Landwirte, die mit Pachtland und neu erworbener Technik neu eingerichtete Betriebe bewirtschaften. Als drittes war es ebenso möglich, dass Wiedereinrichter oder Neueinrichter vorher nicht in der DDR wohnhaft waren, sondern insbesondere aus den westdeutschen Bundesländern und aus Holland „einwanderten“ und neu eingerichtete oder geerbte Betriebe übernahmen. In Thüringen kamen beispielsweise 187 der insgesamt 1.043 Einrichter aus den alten Bundesländern und bewirtschafteten 1995 immerhin 54.800 Hektar, das sind ca. 26 % der Fläche, welche die Einrichter in Thüringen insgesamt bewirtschafteten (213.700 Hektar).

## Rechtliche Grundlage
Grundlage der Wiedereinrichtung landwirtschaftlicher Betriebe war das Landwirtschaftsanpassungsgesetz (LwAnpG oder auch „LAG“), das noch im Juni 1990 von der frei gewählten Volkskammer beschlossen wurde. Sein voller Titel lautete „Gesetz über die strukturelle Anpassung der Landwirtschaft an die soziale und ökologische Marktwirtschaft in der Deutschen Demokratischen Republik“. Durch die Förderung von Privateigentum und Chancengleichheit aller Betriebsformen sollte eine vielfältige Agrarstruktur entstehen, in der sich Genossenschaften und bäuerliche Familienbetriebe ergänzen. Die Chancengleichheit aller Betriebsformen war im Paragraph 2 des LAG festgelegt.
Neben den im Zuge der Kollektivierung genossenschaftlich organisierten Flächen gab es durch Bodenreform enteignete Flächen. Zur Abwicklung der Re-Privatisierung unter anderem dieser enteigneten Flächen wurde die staatliche Treuhandanstalt geschaffen bzw. deren Rechtsnachfolgerin die Bodenverwertungs- und -verwaltungs GmbH. Die bis 1949 enteigneten früheren Eigentümer bekamen ihre besatzungsrechtlich enteigneten Grundstücke nicht zurück. Nur anerkannte Flüchtlinge konnten über den Lastenausgleich einen Entschädigungsanspruch anmelden. Für die auf besatzungshoheitlicher Grundlage Enteigneten wurde 1994 das Entschädigungs- und Ausgleichsleistungsgesetz (EALG) verabschiedet (im genauen Wortlaut „Gesetz über die Entschädigung nach dem Gesetz zur Regelung offener Vermögensfragen und über staatliche Ausgleichsleistungen für Enteignungen auf besatzungsrechtlicher oder besatzungshoheitlicher Grundlage vom 27. September 1994 (BGBl. I 2624)“).

## Betroffene Flächen, Betriebe und Beschäftigte der Umwandlung der DDR-Strukturen insgesamt
Betroffen von dem Strukturwandel waren insgesamt die ca. 5,8 Millionen Hektar landwirtschaftliche Nutzfläche der DDR, 850.000 Beschäftigte und über 4.000 landwirtschaftliche Betriebe. Diese waren juristisch in LPG (Pflanzenproduktion) und LPG (Tierproduktion) getrennt. 1988 gab es in der DDR 1.159 LPG (P) und 2.696 LPG (T), welche zusammen in sogenannten „Kooperationen“ organisiert waren. Die LPG (P) bewirtschaften durchschnittlich 4.500 ha landwirtschaftliche Nutzfläche. Zum Vergleich: Der Durchschnitt pro Betrieb in den alten Bundesländern betrug dagegen nur 35 ha.
Neben den landwirtschaftlichen Produktionsgenossenschaften existierten zudem noch volkseigene Güter. 1988 waren das 79 VEG (P) und 311 VEG (T). Diese gingen 1990 zur Treuhandanstalt zur Privatisierung.
Der Treuhandanstalt fielen 1990 ca. 1,95 Mio. ha landwirtschaftlich genutzte Fläche zu. Davon wurden 1,5 Mio. Hektar von den LPG bewirtschaftet und 450.000 Hektar von den VEG. Von den 1,95 Mio. Hektar waren 0,6 Mio. Hektar an Länder, Kommunen und frühere Eigentümer zurückzugeben, die nach 1949 enteignet worden waren und deshalb nach dem Gesetz für offene Vermögensfragen Anspruch auf Rückgabe hatten. Die verbleibenden 1,3 Mio. Hektar LF waren zu privatisieren.

## Probleme
In der Praxis verlief die strukturelle Anpassung der ostdeutschen Agrarlandschaft an die soziale Marktwirtschaft nicht ohne Reibungen und Ungerechtigkeiten. Besonders die Umwandlung der LPG in eingetragene Genossenschaften und andere Rechtsformen gestaltete sich häufig konfliktreich. Die Leitung der Nachfolgegesellschaften übernahmen meist ehemalige LPG-Vorsitzende oder DDR-Agrarfunktionäre, denen ihre gute Ausbildung, ihre enge Vernetzung in Wirtschaft, Verwaltung und Politik sowie ihre Erfahrung einen erheblichen Startvorteil verschafften. Am Anfang der Privatisierung standen oft systematische Bilanzfälschungen, bei denen der Wert von Maschinen, Gebäuden, Viehbestand und sonstigem Inventar der betreffenden LPG klein gerechnet wurde. Die Mitglieder der LPG bekamen bei einem Austritt so nur einen Bruchteil ihres Anteils ausgezahlt, während das tatsächliche Vermögen als Kapitalstock in den Nachfolgegesellschaften verschwand.
Vier von fünf in der Landwirtschaft Beschäftigten verloren bis 1993 ihren Arbeitsplatz. Die Zahl der Betriebe stieg dagegen kontinuierlich an. Nur wenige ehemalige Genossenschaftsbauern  wagten den Schritt in die Selbstständigkeit, da den spezialisierten Melkern, Tierpflegern oder Traktoristen häufig umfassende landwirtschaftliche Kenntnisse fehlten. Viele verpachteten stattdessen das Land an andere Interessenten oder verkauften es.
Bis heute ist die Begünstigung der hochtechnisierten Großlandwirtschaft bei der Vergabe von Agrarland ein Problem der mittelständischen Betriebsformen in Familienbesitz und kleineren Landbausysteme.

## Zu den Strukturentwicklungen ab 1990
Anders als in Westdeutschland prägen bis heute großbetriebliche Unternehmensformen die ostdeutsche Agrarstruktur, insbesondere in Mecklenburg-Vorpommern und Brandenburg, wo bereits vor 1945 Großgrundbesitz der ostelbischen Rittergüter dominierte sowie auch der Anteil der Treuhandflächen ab 1990 entsprechend hoch war.
2010 gab es in den neuen Bundesländern ca. 24.800 Betriebe bei einer durchschnittlichen Größe von 226 ha. In den alten Bundesländern hingegen betrug die durchschnittliche Größe 40 Hektar. In den neuen Bundesländern existieren 2010 ca. 3.500 juristische Personen, welche 2.848.500 Hektar bewirtschafteten sowie 3.200 Personengesellschaften, die 1.240.400 Hektar bewirtschafteten neben 7.700 Haupterwerbsbetrieben, die 1.157.800 Hektar bewirtschaften. Damit stellen die Haupterwerbsbetriebe als potentielle Wieder- und Neueinrichter zwar 79 % der Betriebe in den neuen Bundesländern, aber bewirtschaften nur ca. 20 % der Fläche.